# هورون (نیویورک)
هورون (به انگلیسی: Huron) شهری است در شهرستان واین (Wayne) در ایالت نیویورک در کشور آمریکا. در حدود ۲۱۰۰ نفر جمعیت دراد. در شمال شهر هورون دریاچه اونتاریو (Lake Ontario) است و در غرب شهر هورون خلیج کوچک به نام "سودوس بی" (“Sodus Bay”) است. دو تا خلیج کوچک دیگر هم در شهر هست. اسمهای آنها "پورت بی" (“Port Bay”) و "ایست بی" (“East Bay”) است. بزرگترین بخش اقتصاد شهر هورون کشاورزی باغداری است. شهر هورون در ابتدای وجودش بخشی از شهر وولکات (Wolcott) بود. در سال ۱۸۲۶ میلادی شهر هورون از شهر وولکات جدا شد. در آن زمان اسمش "پورت بی" ("Port Bay") بود. در سال ۱۸۳۳ میلادی نام شهر"هورون" شد. در اوایل تاریخش شهر هورون قرارگاه مذهبی "شیرکرس" ("Shakers") بود.